# گروه آی‌پی
گروه آی‌پی (انگلیسی: IP Group) شرکت املاک بریتانیایی است، که در سال ۲۰۰۱ تأسیس شد.